# Pierre Cossette
Pierre Cossette (ur. 15 grudnia 1923, zm. 11 września 2009) – kanadyjski producent wykonawczy telewizyjny i teatralny.

## Wyróżnienia
Posiada swoją gwiazdę na Hollywoodzkiej Alei Gwiazd.